# 85004 Crombie
85004 Crombie è un asteroide della fascia principale. Scoperto nel 2003, presenta un'orbita caratterizzata da un semiasse maggiore pari a 2,3134133 UA e da un'eccentricità di 0,0503440, inclinata di 13,02801° rispetto all'eclittica.